# 24 décembre 1991
Le mardi 24 décembre 1991 est le 358e jour de l'année 1991.

## Naissances
- Antoine Gakeme, athlète burundais
- Calvin Beneke, cycliste sud-africain
- Eric Moreland, joueur de basket-ball américain
- Hafsa Şeyda Burucu, karatéka turque
- Justin Shugg, joueur de hockey sur glace canadien
- Louis Tomlinson, chanteur anglais, ancien membre de One Direction
- Maksim Kitsyne, joueur de hockey sur glace russe
- Marcel Mathis, skieur alpin autrichien
- Mohamed Fouzair, footballeur marocain
- Timo Benitz, athlète allemand

## Décès
- Alfons Goppel (né le 1er octobre 1905), personnalité politique allemande
- Saïd Al Dhizui (né le 14 septembre 1926), joueur de football international égyptien
- Jimmy Crapnell (né le 4 juin 1903), footballeur international puis entraîneur écossais
- Walter Hudson (né en 1944), détenteur du record de tour de taille

## Événements
- La Russie est reconnue par les Occidentaux comme État continuateur de l'Union soviétique et lui succède au Conseil de sécurité des Nations unies.
- Création de Lietuvos Geležinkeliai (société nationale des chemins de fer de Lituanie)